# Renacimiento africano
El concepto de renacimiento africano alude a la idea de que los pueblos y naciones africanas han de superar los retos actuales a los que se enfrenta el continente y alcanzar la renovación cultural, científica y económica.

## Historia

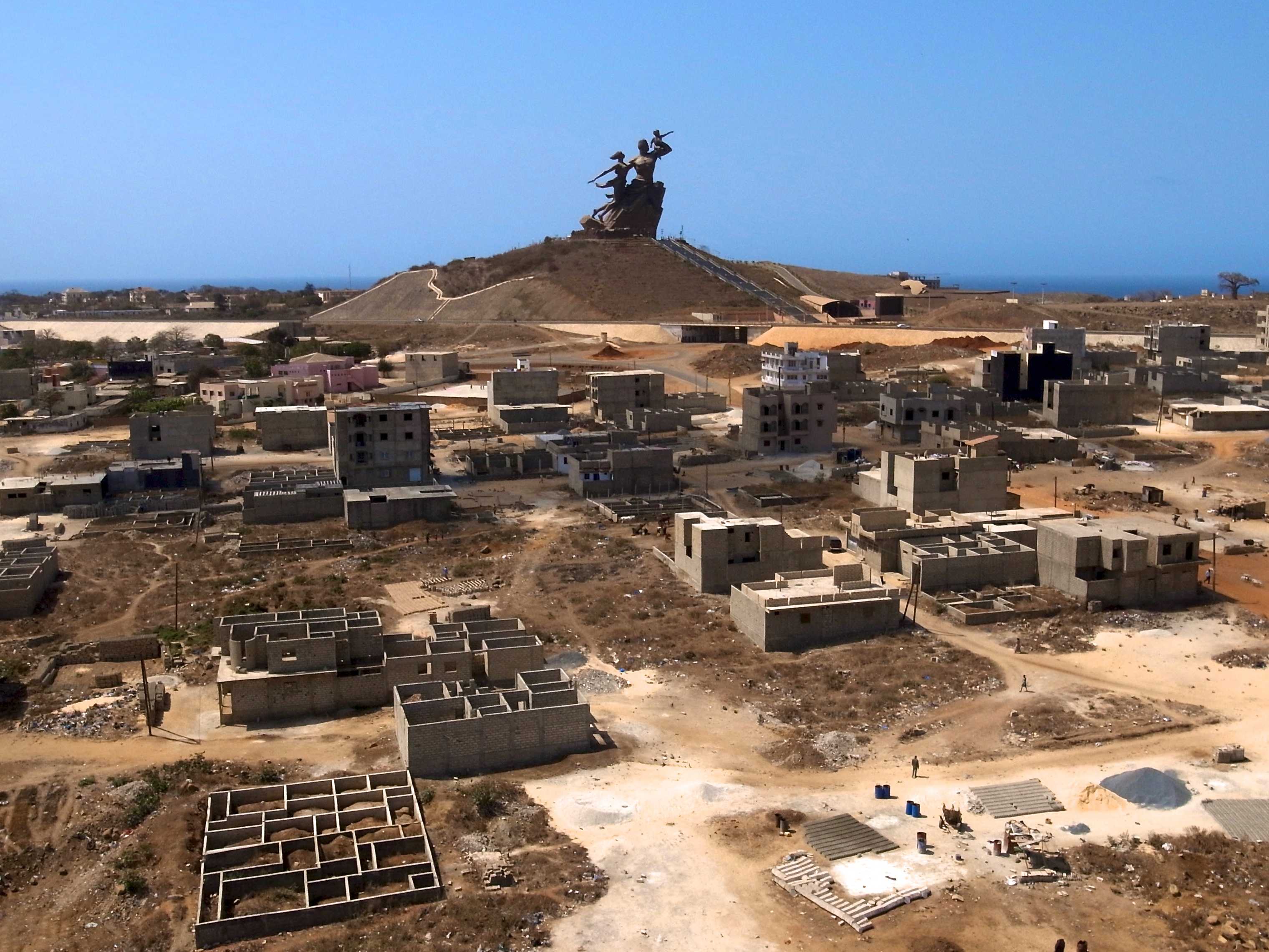
Monumento del Renacimiento Africano construido por el presidente Abdoulaye Wade, Senegal, 2009. Simboliza el renacimiento del continente africano; África mirando hacia el futuro. Durante la inauguración, decía el presidente Wade: «C'est l'Afrique sortant des entrailles de la terre, quittant l'obscurantisme pour aller vers la lumière».

El concepto de renacimiento africano fue acuñado por Cheikh Anta Diop en una serie de ensayos realizados desde 1946, los cuales están recogidos en su libro Hacia el Renacimiento africano: Ensayos en Cultura y Desarrollo, 1946-1960. Este concepto fue de nuevo popularizado por el ex-Presidente sudafricano Thabo Mbeki durante su legislatura, pregonando el despertar de un futuro Renacimiento africano, y esta idea continúa siendo una parte clave de la agenda intelectual posapartheid. Ha gozado de un aumento en popularidad y expresión en el Decenio Internacional para los Afrodescendientes a través de la simbólica Puerta de Retorno elaborada por la histórica comunidad cimarrón en cooperación con Nigeria, Ghana y Zimbabwe. El resurgimiento está siendo encabezado en la actualidad por el ministro de Finanzas accompong Timothy E. McPherson Jr. y la presidenta de la Comisión de Nigerianos en la diáspora, Abike Dabiri.